# Мєняйло Сергій Іванович
Сергій Іванович Мєняйло (рос. Сергей Иванович Меня́йло, 22 серпня 1960, Алагир, Північно-Осетинська АРСР, РРФСР) — радянський і російський воєначальник, колишній заступник командувача Чорноморським флотом РФ, віце-адмірал запасу, з 28 липня 2016 — повноважний преставник Президента Росії в Сибірському федеральному окрузі, член Ради Безпеки РФ з 12 серпня 2016 року. Під час початку тимчасової окупації Криму Росією у 2014—2016-х був фактичним керівником Севастополя на посаді «губернатора».
Керівник Північної Осетії з 19.09.2021.

## Життєпис

### Радянські часи
Народився 22 серпня 1960 року в Алагирі.
1983 року закінчив Каспійське вище військово-морське червонопрапорне училище ім. Кірова (Баку) за спеціальністю інженер-штурман. Після випуску був призначений командиром штурманської бойової частини на базовий тральщик Кольської флотилії Північного флоту.
З 1986 року — командир базового тральщика БТ-22. Через 5 років отримав призначення командиром морського тральщика «Контр-адмірал Власов».
1990 — обраний депутатом Мурманської обласної ради.

### Після розпаду СРСР
1995 — закінчив військово-морську академію ім. Кузнецова, призначений начальником штабу — заступником командира з'єднання кораблів Каспійської флотилії.
З 1998 року — командир з'єднання кораблів охорони водного району.
2002 — зарахований слухачем Військової академії Генерального штабу ЗС РФ.
22 червня 2004 — начальник штабу, 2005-го — командир Новоросійської військово-морської бази.
6 червня 2007 — отримав звання «віце-адмірал».
У серпні 2008 року брав участь у десантній кампанії під час російсько-грузинської війни. Очолив загін бойових кораблів Чорноморського флоту в окупованій Росією Абхазькій автономній республіці в Грузії.
30 травня 2009 — заступник командувача Чорноморським флотом РФ.
У квітні 2010 року висунутий партією «Єдина Росія» (у групі з трьох кандидатів) на посаду глави Північної Осетії, однак Путін вніс кандидатуру не Меняйла, а іншого кандидата від Єдиної Росії Таймураза Мамсурова.
2 жовтня 2006 — нагороджений іменною вогнепальною зброєю — 9-мм пістолетом Макарова.

### Звільнення з військової служби
22 грудня 2011 — звільнений з посади заступника командувача Чорноморським флотом і з військової служби в запас.

## Російське вторгнення в Україну 2014

Країни, де Меняйло під санкціями

14 квітня 2014 Олексій Чалий, який називався «в.о. губернатора Севастополя» з початку тимчасової анексії Криму Росією, запропонував Путіну призначити Меняйла «в.о. губернатора Севастополя», що Путін і зробив.
На момент початку окупації Криму Росією, керував державним підприємством «Кримські морські порти», яке виступало як суб'єкт господарської діяльності на акваторії п'яти портів в Криму.
9 жовтня 2014 року «Законодавчі збори Севастополя» за поданням Путіна призначили Меняйла «губернатором Севастополя». 28 липня 2016 Меняйло подав у відставку та того ж дня був призначений преставником Президента Росії в Сибірському федеральному окрузі.
У лютому 2023 року Меняйло з російськими пропагандистами відвідав тимчасово окуповану територію Запорізької області, де потрапив під обстріл.

## Санкції
Сергій Мєняйло активно підтримував та впроваджував дії та політику, які підривають територіальну цілісність, суверенітет та незалежність України, є підсанкційною особою багатьох країн.

## Сім'я
Дружина — Мєняйло Ірина Вартанівна
Син — Мєняйло Сергій Сергійович одружений з Мєняйло (до шлюбу Ужеговою) Заліною
Син — Мєняйло Георгій Сергійович